# 九五式重戦車
九五式重戦車（きゅうごしきじゅうせんしゃ）は日本陸軍が1935年（昭和10年）（皇紀2595年）に制式化した重戦車である。「九五式」の名は皇紀の下二桁から取られている。秘匿名称「ロ号」（「イ号」は八九式中戦車、「ハ号」は九五式軽戦車）。

## 前史
第一次世界大戦の時点で既に、車体上に1基の全周旋回砲塔を載せ、これに武装を備えたルノーFT17軽戦車が登場したが、この近代的スタイルが各国に浸透していくには時間がかかった。この間、各国は他の形態の戦車の開発に試行錯誤を繰り返していた。このなかで生まれたのが複数の砲塔を持った多砲塔戦車であった。　
イギリスでA1E1 インディペンデント重戦車が登場したのを皮切りに、世界各国でいくつかの多砲塔戦車が登場した。しかし、車体が大きく被弾率が高い、武装を多く積むために装甲厚や機動性が犠牲となる、1輌あたりの生産費用が高いなどの理由から、T-28中戦車やT-35重戦車を製造したソビエト連邦以外は多砲塔戦車の大々的な運用を行わなかった。

## 九五式重戦車の概要

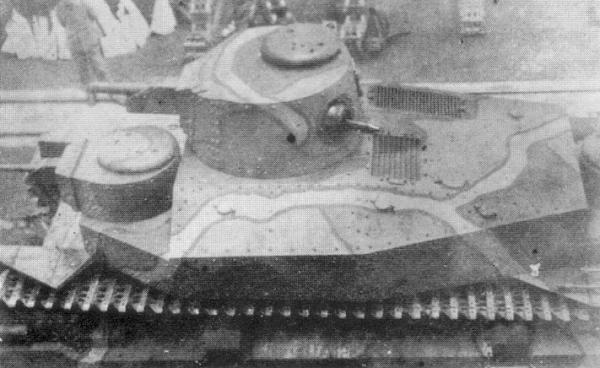
九五式重戦車の車体上面。主砲塔上面には砲手用のハッチは無い。

九五式重戦車は多砲塔戦車の一種である。それ以前には、日本初の国産戦車である「試製一号戦車」、その改造型（試製一号戦車と同一個体）である「試製一号戦車改」、そして、「試製一号戦車改」の改良型で新規設計・製造車両である「九一式重戦車」があるが、これらも車体前後に機関銃を装備した銃塔を持つ多砲塔戦車であった。また九五式重戦車は実用試験目的で満州に輸送された。しかし両者共にコストや重量、機動性の問題があり、量産されることは無かった。
九五式重戦車は、1932年（昭和7年）3月に竣工した九一式重戦車を基に、1932年（昭和7年）12月に開発が始まり、1934年（昭和9年）9月には試作車が完成した。全体的な形状は試製一号戦車や九一式重戦車をほぼ踏襲しているが、装甲防護力や火力が向上している。
九五式重戦車は鉄道輸送を考慮して全長6.47 m、全幅2.7 m、全高2.9 m、重量26 tとなっていたが、当時としては大型の戦車である。レイアウトは後方から見て車体前方左側に九四式三十七粍戦車砲を搭載した方向射界227°の副砲塔、その後方の一段高められた車体上に、九四式七糎戦車砲と、機銃（かんざし式砲塔銃）を搭載した主砲塔（ハッチはあるが、高い車長展望塔は付いていなかった。しかし何らかの車長用外部視察装置はあるはずなので、ハッチの下の薄い円盤部分の周囲に覘視孔があるとしても、円盤が薄すぎて直接には覘視孔に目が届かないので、覘視孔に下方に屈曲する反射展望鏡（ペリスコープ）が付いていたと考えられる）、ついで機関室のスロープ、その背後の車体中心線付近に車載軽機関銃を積んだ副銃塔が載せられている。
当時（終戦まで）、九五式重戦車が70 ㎜砲を搭載していたことは、国民や諸外国には秘密にされていた可能性がある。一般向けには、「57 mm砲搭載」として公表されていた可能性がある。
九五式重戦車の外観で気づくことは、高い車長展望塔が付いていないにもかかわらず、その全高2.9 mという、背の高さである。試製一号戦車（全高2.78 m）と試製一号戦車改においては、車体袖部と履帯上面とのあいだに、大きなクリアランスがあったが、（試製）九一式重戦車（試製二号戦車）においては、一転して、そのクリアランスがほとんど無くなっている。それにより、（試製）九一式重戦車（試製二号戦車）は、車体袖部の容積の下方への拡張を実現している。しかし、そのために、（試製）九一式重戦車（試製二号戦車）は、その極端に狭いクリアランスに泥が詰まるという問題を抱えてしまったのではないだろうか。そのためか、九五式重戦車においては、このクリアランスは再び、拡大している。そのことと、背の高い37 mm副砲塔と戦闘室の高さを合わせるためと、70 mm砲の搭載により、全長の伸びた主砲弾薬を戦闘室内両側面に（主砲弾薬を縦にして横2列に）収納するためと、拡大した砲尾を収納するために、車体と主砲塔を嵩上げする必要が生じたのではないだろうか。そして、その全高を抑制するために、高い車長展望塔を廃止せざるをえなかったのではないだろうか。もしこの推測が正しければ、「車体と主砲塔の背の低い（試製）九一式重戦車（試製二号戦車）には、70 mm砲は搭載されていなかったであろう」という、傍証にもなる。
- - 車体後方左側から。

乗員配置は、車体前部右側に操縦手、車体前部左側の旋回砲塔に砲手、主砲塔に右側の車長と左側の砲手、車体後部の旋回銃塔に機銃手の、計5名である。70 mm砲の装填手については、5 kgという弾薬筒重量からして、車長が兼任したものと考えられる。
砲塔の装甲厚は前面30 mm、側面・後面25 mm、上面12 mmである。車体の装甲厚は前面35 mm、側面30 mm、後面25 mm、上面12 mmとこの時期の日本戦車としては厚く、ソ連のT-35に近いものとなっている。また試製一号戦車の装甲厚は8 mmから17 mm、（試製）九一式重戦車（試製二号戦車）が主要部20 mmであり、本車の装甲防御力は増している。本車は当時の技術水準からリベット接合により組み立てられている。ただし一部証言では車体が軟鋼製であったとされる（4輌の内の何輌かは不明。常識的に考えるならば、1号車が軟鋼製の試作車である可能性は高い。また往々にして、そうした実戦で使用できない試作車は、展示車両として使われる）。また車体前面中央に装甲蓋付き前照灯を埋め込み式に装備した。

### 火力
主砲の九四式七糎戦車砲は、18.4口径の70 mm砲である。弾薬筒重量4.42 kgの九二式榴弾、および弾薬筒重量5.04 kgの九五式徹甲弾を使用可能である。この砲は砲塔の旋回とは別に、独自の砲架によっても旋回する。高低射界は-12から20度、方向射界は左右各10度である。性能としては弾薬筒重量4.42 kg、弾量3.81 kgの榴弾を初速350 m/sで撃ち出し、威力半径は20 mだった。射程は5,800 mである。携行弾数は100発だった。
副砲の九四式三十七粍戦車砲は、36.7口径の37 mm砲である。高低射界は-15から20度、方向射界は左右各10度、弾薬筒重量975 gの九四式榴弾を583 m/sで撃ち出した。威力半径は8 m、射程は5,000 mである。砲身命数は5,000発である。携行弾数は250発と多量である。
機銃は車載機関銃を2挺搭載した。1つは後方銃塔、もう1挺は主砲塔にかんざし式に搭載されている。
- - 37 mm砲の方向射界の大きいことがわかる。

70 mm砲を搭載する本車は、日本陸軍の仮想敵である赤軍において、1933年（昭和8年）に公開された、「KT-28 16.5口径 76.2 mm戦車砲」を搭載する多砲塔戦車である、T-28中戦車とT-35重戦車と、（主砲の性能と装甲厚についてだけであれば）ほぼ互角であるといえる。

### 機動力
操向装置にはクラッチ・ブレーキ方式、および遊星歯車機構を採用した。本車は後方に起動輪（スプロケット・ホイール）を持つ後輪駆動方式である。足周りは八九式中戦車とほぼ同様の仕組みであった。しかし、試製一号戦車と試製一号戦車改と（試製）九一式重戦車（試製二号戦車）が、（片側）4つの菱形板バネの両端で支えられた16個の小転輪＋他で構成されていたのに対し、本車は、（片側）2つの板バネの中央で支えられた8個の転輪、独立制衝転輪1個（前方）、上部支持輪4個で構成され、中型転輪（中転輪）とまではいえないまでも直径を大きくし、転輪数を大幅に減らしている。履帯幅は48 cmであった。
（上）ボギーの動き。
エンジンにはBMW IV水冷直列6気筒ガソリンエンジンの改造型「BMW6290AG」を用い、290馬力を出力した。1930年代前半、川崎ではBMW系の機械式過給機の研究開発を行っていたので、出力向上はその成果（＝機械式過給機付きの可能性あり）とも考えられる。（ハ9 (エンジン) も参照されたし。）携行燃料容量は400リットルで、行動能力は110 kmである。試製一号戦車や九一式重戦車は自重18 tでそれぞれ20 km/h、25 km/hの速力を出しており、本車は重量26 tで 22 km/hを発揮した。本車の登坂能力は三分の二の長斜面を登ることができ、徒渉水深能力は1.1 m、超壕能力は3 mだった。 
消音器（マフラー）は、機関室の右側面後方のフェンダー上に1つ配置されていた。

## 生産
九五式重戦車は1935年（昭和10年）に制式化され、陸軍の試験を受け結果は性能機能ともに実用に適するとされた。
しかし、大阪陸軍造兵廠による生産は4輌にとどまった。これは高速軽量な戦車（後の九七式中戦車 チハもしくは試製中戦車 チニ）を多数整備する方針が策定されたことによる。当時、大陸の戦線では最高速度25 km/h、重量12 t の八九式中戦車が投入されていたが、八九式中戦車では歩兵を乗せたトラック部隊に追従できず、より軽快な九二式重装甲車や九四式軽装甲車が敵陣を突破する役割を担う状況が生まれており、陸軍は戦車に機動力を求めていた。最高速度22 km/h、重量26 t の九五式重戦車は機動力の点で実用性が非常に低いとみなされた。1937-1938年(昭和12-13年)の段階で九五式重戦車の改良型が計画されていたが、開発や研究の優先順位の度合いは最下位であった。（1939年(昭和14年)の時点では重戦車は堅陣突破用の兵器として位置づけられていたが、翌年1940年(昭和15年)には整備計画から重戦車は消えている。）
最終的に、九五式重戦車が実戦に供されることはなかった。少なくとも1輌が昭和15～16年頃まで千葉戦車学校に存在していたとされる。その後、4輌の内1輌が三菱重工業によって10 cm 加農砲を搭載した自走砲（ジロ車）に改造されている。また、ジロ車とは別に、4号車を改造して前面に防盾を設置し、12cm 加農砲を搭載した自走砲も試作されている。（試製五式十五糎自走砲 ホチも参照。）